# Slujebni roman
Slujebni roman (en rus: Служе́бный рома́н, literalment en català: "Idil·li d'oficina") és una pel·lícula soviètica en dues parts dirigida per Eldar Riazànov. La trama de la pel·lícula, una tragicomèdia lírica, es basa en l'obra de teatre "Els companys de treball" escrita per Eldar Riazànov i Emil Braguinski. Va ser rodada en els estudis cinematogràfics "Mosfilm" el 1976 i el 1977. La pel·lícula es va estrenar a Moscou el 26 d'octubre de 1977. Slujebni roman es va convertir immediatament en una de les pel·lícules soviètiques més populars, estant líder de recaptació el 1978 amb més de 58 milions d'espectadors.
El 1979 va ser guardonada amb el Premi Estatal de la RSFSR.

## Argument
La història té lloc a Moscou en la tardor de 1976. Els personatges principals són Anatoli Novosséltsev (Andrei Miagkov) i Liudmila Kalúguina (Alissa Fréindlikh). Novosséltsev és un home de 40 anys, divorciat des de fa molt de temps, criant a dos nens (de sexe masculí) tot sol, treballa com un estadístic superior en una gran oficina, sense perspectives d'ascens visibles. És tímid i insegur de si mateix.
Kalúguina és la directora de la institució. Disposa de cotxe oficial i xofer personal, a més a més d'un bonic apartament en el centre de Moscou, però viu sola i és infeliç a la seva vida personal. Així que va a treballar abans que tots i marxa l'última. La seva vida no té molt de sentit. Immergida en el treball, prescindeix d'aparèixer amb aspecte femení. Tots els empleats l'anomenen "la nostra esquerpa" i "la vella", encara que només té 36 anys.
Una col·lega i amiga de Novosséltsev, Olga Rijova (Svetlana Nemoliàieva), li planteja una idea per demanar un ascens a Kalúguina com a cap del departament de la indústria lleugera, ja que el lloc està vacant. Mentrestant, a la institució hi ha un nou empleat, Iuri Samokhvàlov (Oleg Bassilaixvili), que és nomenat adjunt de Kalúguina. Novosséltsev i Rijova estan familiaritzats amb ell, ja que eren en el mateix grup a l'institut. A més, Rijova i Samokhvàlov havien tingut un romanç en aquells anys.
Utilitzant la seva posició oficial, Samokhvàlov tracta de promoure el seu vell amic Novosséltsev per a la direcció del departament, però l'intent acaba malament: Kalúguina diu que Novosséltsev és mediocre i mancat d'iniciativa pel lloc. Aleshores, Samokhvàlov proposa a Novosséltsev coquetejar amb Kalúguina per aconseguir l'anhelat ascens. Inicialment Novosséltsev s'hi nega rotundament, dient que no percep Kalúguina com a dona. Però finalment, a causa de la seva desesperació, hi accedeix.
Amb l'excusa d'una festa en el seu apartament, Samokhvàlov invita els col·legues per posar Novosséltsev en contacte amb Kalúguina. Però aquesta última, enmig de l'alegria general, manté el seu to esquerp i fa cas omís dels intents matussers de festeig per part de Novosséltsev. L'estadístic, molt borratxo, intenta seduir la cap amb el seu talent i la seva habilitat en la lectura de poesies, el cant i el ball, però no rep el reconeixement de Kalúguina. Desesperat, li crida que és "seca, inhumana i sense cor".
A l'endemà, per consell de Samokhvàlov, un Novosséltsev avergonyit entra al despatx de Kalúguina per disculpar-se. Tanmateix Kalúguina, que comença reprenent-ho, acaba, inesperadament, esclatant en llàgrimes. Novosséltsev tracta de calmar Kalúguina i ella confessa la trista història de la seva solitud. Així descobreix Novosséltsev quant profundament equivocat estava respecte a la insensibilitat de la seva cap, i s'enamora d'ella.
A partir d'aquí Novosséltsev comença a tenir cura d'ella. En Kalúguina es desperta l'instint femení, i cau a poc a poc en l'amor amb el seu subordinat. Una nit, Kalúguina invita Novosséltsev a casa seva. Aquest es troba amb un encant de dona que no té res a veure amb "la nostra esquerpa".
Mentrestant, Samokhvàlov s'assabenta que Kalúguina i Novosséltsev tenen un "idil·li d'oficina". Per venjar-se d'una baralla amb Novosséltsev, en la qual Novosséltsev li havia donat una bufetada, Samokhvàlov decideix fer conèixer a Kalúguina el "pla" inicial de Novosséltsev. Molt commoguda, Kalúguina crida Novosséltsev al seu despatx i li comunica la seva decisió de nomenar-lo com a cap del departament d'indústria lleugera. També, li diu que la seva relació està acabada, perquè sap que ell va començar a festejar-la merament amb el propòsit d'aconseguir l'ascens. Novosséltsev sent vergonya i admet que havia iniciat la relació per raons mercenàries, però insisteix que després va arribar a estimar-la.
A continuació, Novosséltsev rebutja el nomenament i presenta la seva renúncia. Kalúguina es nega a acomiadar-lo, un fet que provoca una sorollosa baralla entre ells en l'oficina. Tractant d'escapar de la fúria de Kalúguina, Novosséltsev surt fora de l'edifici i salta al seient posterior del cotxe oficial de Kalúguina. Aquesta el colpeja i insulta, però al final Novosséltsev aconsegueix calmar-la, la ira es converteix en amor i el cotxe se'n va amb els dos enamorats besant-se i abraçant-se. Als crèdits de tancament de la pel·lícula s'informa que d'aquí a nou mesos la família dels Novosséltsev ja tenia tres nens (de sexe masculí).

## Repartiment

### Papers principals
- Alissa Fréindlikh - Liudmila Prokófievna Kalúguina (també coneguda com a "nostra esquerpa"), director de l'oficina d'estadística i amada (al final esposa) de Novosséltsev[1]
- Andrei Miagkov - Anatoli Iefrémovitx Novosséltsev, el protagonista de la pel·lícula, l'amat (al final marit) de Kalúguina, pare de 2 (després de 3) fills, un col·lega i ex company de classe de Samokhvàlov i Rijova, així com estadístic superior i amic de Rijova / veu en off
- Svetlana Nemoliàieva - Olga Petrovna Rijova, col·lega i ex companya de Novosséltsev i Samokhvàlov, amiga de Novosséltsev i ex amant de Samokhvàlov
- Oleg Bassilaixvili - Iuri Grigórievitx Samokhvàlov, l'antagonista principal de la pel·lícula, un antic company de classe de Novosséltsev i Rijova, ex amant de Rijova i sotsdirector de les oficina d'estadística
- Lia Akhedjàkova - Vera (Vérotxka), secretària de Kalúguina
- Liudmila Ivanova - Xura, activista sindical

## Premis
- 1978 - Millor pel·lícula de l'any; Alissa Fréindlikh i Andrei Miagkov - millors actors de l'any (segons l'enquesta de la revista "Sovétski ekran")
- 1979 - Premi Estatal de la RSFSR Els germans Vassíliev: coguionista - Emil Braguinski, coguionista i director - Eldar Riazànov, operador - Vladímir Nakhàbtsev; actors - Andrei Miagkov, Oleg Bassilaixvili i Lia Akhedjàkova